# Хаст, Нильс
Ни́льс Бе́рнхард Ха́ст (швед. Nils Bernhard Hast; 20 августа 1902, Гербю, Швеция — 1997, Мальмё, Швеция)
— шведский механик-строитель, профессор, действительный член  Шведской королевской Академии наук (1964), первооткрыватель тектонических напряжений в Земной коре.

## Биография
В 1945-1955 годах профессор гражданского строительства в Королевском технологическом институте.
В 1948 году соучредитель Скандинавского общества электронной микроскопии и его первый председатель.
Член Академии инженерных наук с 1958 года, с 1964 года - действительный член Академии наук Швеции.
В 1958 году впервые измерил в массиве горных пород и установил превышение горизонтальными напряжениями величины, обусловленной действием гравитационного поля. Эти напряжения впоследствии получили название "тектонические".
В 1970 годах участвовал в общественной дискуссии и выступал за использование геотермальной энергии в качестве дешевого и безопасного источника энергии. Предостерег также от чрезмерной веры в безопасность захоронения отработанного ядерного топлива в коренных породах.

## Научная деятельность
Разносторонний ученый, чьи исследования охватывают широкие области науки. После завершения профессорских обязанностей, он и в пожилом возрасте не прекращал интенсивной деятельность в своей научно-исследовательской лаборатории в Стокгольме.
Пионер в исследовании взаимосвязи между свойствами строительных материалов и ультраструктурами, стал одним из первых в Швеции, использующим электронные микроскопы, в том числе для исследования глины, клетчатки, белка и металлических ультраструктур.
Интерес к физическим свойствам строительных материалов и их реакции на напряжения привел его к исследованиям горного давления, где он обнаружил и измерил горизонтальные напряжения в массиве горных пород. Это открытие имело важное значение и широкое применение как в теоретической, так и прикладной области.

## Признание, награды
- Золотая медаль Польхема (1961) - за пионерские исследования горизонтального напряжения земной коры.
- Премия Арнберга[швед.] (1948) - за изобретение способа получения очень тонких металлических мембран путем выпаривания.